# Alfred Goullet
Pour les articles homonymes, voir Goullet.
Alfred Timothy Goullet, né le 5 avril 1891 à Emu, Victoria en Australie et mort le 11 mars 1995 à Toms River dans le New Jersey aux États-Unis, est un coureur cycliste sur piste australien, devenu américain en 1918. Durant sa carrière il compte à son palmarès près de 400 victoires, six records du monde et huit victoires aux Six Jours de New York. Il est intronisé au Temple de la renommée du cyclisme américain en 1988.

## Biographie
Goullet est né à Emu et a grandi près de Sydney et de Melbourne. Goullet commence sa carrière amateur à l'âge de 17 ans et devient champion d'Australie en 1909.
En 1910, il fait ses bagages et embarque pour les États-Unis. Il court sa première course aux États-Unis, le 22 mai 1910, sur le vélodrome de Vailsburg à Newark (New Jersey). Sa première victoire a lieu le 19 juin 1910 en battant Percy Lawrence de San Francisco, puis Frank Kramer le 26 juin et le 17 juillet de la même année.
En 1917, Goullet s’enrôle dans l'US Navy, dans l’aéronavale, pour soutenir l'effort de guerre américain. Un an plus tard, il devient citoyen américain. Il se marie le 5 janvier 1925 avec Jane Rooney.

## Palmarès

### Championnats nationaux
- Champion d'Australie de vitesse : 1909[1] et 1913.

### Six jours
- Six Jours de Sydney : 1911 et 1912 (avec Paddy Hehir)
- Six Jours de Melbourne : 1912 (avec Paddy Hehir)
- Six Jours de New York : 1913 (avec Joe Fogler), 1914 (avec Alfred Grenda), 1917 (avec Jake Magin), 1919 (avec Eddy Madden), 1920 (avec Jake Magin), 1921 (avec Maurice Brocco), 1922 (avec Gaetano Belloni) et 1923 (avec Alfred Grenda)
- Six Jours de Boston : 1914 (avec Alfred Hill) et 1916 (avec Alfred Grenda)
- Six Jours de Newark : 1914 (avec Alfred Hill )
- Six Jours de Chicago : 1922 (avec Ernst Kockler)

## Hommage
- Prix Goullet-Fogler, course à l'américaine, 1926-1958 [2].

## Distinctions
- Temple de la renommée du cyclisme en Australie